# Nunnan (roman)
Nunnan (franska: La religieuse) är en roman av den franske författaren Denis Diderot, utgiven postumt 1796. Boken började som ett skämt riktat till Diderots vän Marquis de Croismare. Den består av en serie brev som uppges vara skrivna av en ung nunna, som beskriver sin vantrivsel med klosterlivet och ber Croismare om hjälp med att avsäga sig löftena.
En svensk översättning av David Sprengel gavs ut 1925. Boken har filmatiserats 1966 i regi av Jacques Rivette och 2013 av Guillaume Nicloux. Bokförlaget Faethon utgav 2019 en nyutgåva av David Sprengels översättning, redigerad av Jan Stolpe.